# هجرة أوروبية
يشير مصطلح الهجرة الأوروبية للمجتمعات التي تنحدر من الهجرة التاريخية لشعوب أوروبا في جميع أنحاء العالم، والتي توجهت في الغالب إلى الأمريكتين وأفريقيا وأستراليا، ومناطق أخرى حول العالم. بدأت الهجرة من أوروبا على نطاق واسع خلال عصر الإمبراطوريات الإستعمارية الأوروبية من القرن السابع عشر إلى القرن التاسع عشر ويستمر وإن كان بأعداد أقل حتى يومنا هذا. وقد نتج من هذه الحقبة التوسع الحضاري والثقافي للدول الأوروبية من الإمبراطورية الإسبانية في السادس عشر والسابع عشر (العالم الهسباني)، والإمبراطورية البريطانية في القرن الثامن عشر والتاسع عشر (الدول الناطقة بالإنجليزية)، الإمبراطورية البرتغالية والإمبراطورية الروسية.
من العام 1815 حتى عام 1932، غادر 60 مليون شخص أوروبا في المقام الأول إلى «مناطق الإستيطان الأوروبي،» في أمريكا الشمالية والجنوبية (وخاصًة إلى الولايات المتحدة وكندا والأرجنتين والبرازيل)، فضلًا عن أستراليا، ونيوزيلندا وسيبيريا. تضاعفت أعداد الجاليات الأوروبية هؤلاء بسرعة في بيئتها الجديدة. وذلك أكثر من ذلك بكثير من سكان أفريقيا وآسيا. ونتيجة لذلك، عشية الحرب العالمية الأولى، كان 38% من إجمالي سكان العالم من أصول أوروبية.
يمتد الشتات الأوربي (على وجه التحديد الروسي) في آسيا في شمالها بشكل خاص، والتي هي جزء من الإتحاد الروسي. على الرغم من أن أفريقيا لا تحتوي على دول ذات أكثرية سكانيّة من أصول أوروبية، الاّ أنّ هناك أقليات أوروبية كبيرة في جنوب أفريقيا وناميبيا.
كانت البلدان في الأمريكتين الوجهة الأكثر شعبية للهجرة الأوروبية الكبرى في السنوات 1871-1960 حيث إستقلبت: الولايات المتحدة (27 مليون)، الأرجنتين (6.5 مليون)، البرازيل (4.5 مليون)، كندا (4 مليون)، فنزويلا (أكثر من مليون)، كوبا (610,000)، أوروغواي (600,000)؛ تلقت البلدان الأخرى هجرة متواضعة وبسيطة (شكلّت أقل من 10% من إجمالي تدفق المهاجرين الأوروبيين لأمريكا اللاتينية)، وهي: تشيلي (183,000)، بيرو (150,000) والمكسيك (25,000).
مع تدفق تأثير الهجرة الأوروبية إلى مناطق الإستيطان الأوروبية أضحت الثقافة الأوروبية الثقافة المهيمنة في أمريكا الشمالية وأمريكا الجنوبية وأستراليا ونيوزيلاندا. على مستوى الثقافة والديموغرافيا. اليوم معظم الأرجنتينيين، ينظرون إلى ثقافتهم على أنها جزء مميز من الحضارة الأوروبية، يظهر تأثير الثقافة الأوروبية في العمارة، اللغة، الديانة، الأدب والموسيقى.